# Heteronychus tesari
Heteronychus tesari är en skalbaggsart som beskrevs av S. Endrödi 1968. Heteronychus tesari ingår i släktet Heteronychus och familjen Dynastidae. Inga underarter finns listade i Catalogue of Life.